# Seznam masožravých rostlin
Tento seznam masožravých rostlin je shrnujícím seznamem všech známých druhů masožravých rostlin. Je založen na Databázi masožravých rostlin Archivováno 18. 9. 2016 na Wayback Machine. od Jana Schlauera.
Seznam rosnatek

## Aldrovanda
- Aldrovanda vesiculosa L., 1753

## Brocchinia
- Brocchinia reducta Baker, 1882

## Byblis
- Byblis aquatica Lowrie & Conran, 1998
- Byblis filifolia Planch., 1848
- Byblis gigantea Lindl., 1839
- Byblis lamellata Lowrie & Conran, 2002
- Byblis liniflora Salisb., 1808
- Byblis quehoi Allen Lowrie a John G. Conran 2007
- Byblis rorida Lowrie & Conran, 1998

## Catopsis
- Catopsis berteroniana Mez, 1896

## Cephalotus
- Cephalotus follicularis Labill., 1806

## Darlingtonia
- Darlingtonia californica Torr., 1853

## Dionaea
- Dionaea muscipula Soland. ex Ellis, 1773

## Drosera
- Drosera acaulis L.f., 1781
- Drosera adelae	F.Muell., 1864
- Drosera affinis Welw. ex Oliv., 1871
- Drosera afra Debbert, 2002
- Drosera alba Phill., 1913
- Drosera aliciae R.Hamet, 1905
- Drosera andersoniana W.Fitzg. ex Ewart. & White, 1909
- Drosera androsacea Diels, 1904
- Drosera anglica Huds., 1778
- Drosera arcturi Hook., 1834
- Drosera arenicola Steyerm., 1952
- Drosera banksii R.Br. ex DC., 1824
- Drosera barbigera Planch., 1848
- Drosera bequaertii Taton, 1945
- Drosera biflora Willd. ex Roem. & Schult., 1820
- Drosera binata	Labill., 1804
- Drosera brevicornis Lowrie, 1996
- Drosera brevifolia Pursh, 1814
- Drosera broomensis Lowrie, 1996
- Drosera browniana Lowrie & N.Marchant, 1992
- Drosera bulbigena Morr., 1903
- Drosera bulbosa Hook., 1814
- Drosera burkeana Planch., 1848
- Drosera burmannii Vahl, 1794
- Drosera caduca	Lowrie, 1996
- Drosera callistos N.Marchant & Lowrie, 1992
- Drosera camporupestris F.Rivadavia, 2003
- Drosera capensis L., 1753
- Drosera capillaris Poir., 1804
- Drosera cayennensis Sagot ex Diels, 1906
- Drosera cendeensis Tamayo & Croizat, 1949
- Drosera chrysolepis Taub., 1893
- Drosera cistiflora L., 1760
- Drosera citrina Lowrie & Carlquist, 1992
- Drosera closterostigma N.Marchant & Lowrie, 1992
- Drosera collinsiae Brown ex Burtt Davy, 1924
- Drosera colombiana Fernandez-Perez, 1965
- Drosera communis St.Hil., 1824
- Drosera cuneifolia L.f., 1781
- Drosera darwinensis Lowrie, 1996
- Drosera derbyensis Lowrie, 1996
- Drosera dichrosepala Turcz., 1854
- Drosera dielsiana Exell & Laundon, 1956
- Drosera dilatato-petiolaris Kondo, 1984
- Drosera echinoblastus N.Marchant & Lowrie, 1992
- Drosera elongata Exell & Laundon, 1995
- Drosera eneabba N.Marchant & Lowrie, 1992
- Drosera ericgreenii A. Fleischm., Gibson et Rivadavia 2008
- Drosera ericksoniae N.Marchant & Lowrie, 1992
- Drosera erythrogyne N.Marchant & Lowrie, 1992
- Drosera erythrorhiza Lindl., 1839
- Drosera esmeraldae (Steyerm.) Maguire & Wurdack, 1957 (Bas.:Drosera tenella var.esmeraldae)
- Drosera falconeri Tsang ex Kondo, 1984
- Drosera felix Steyerm. & L.B.Smith, 1974
- Drosera filiformis Raf., 1808
- Drosera fimbriata De Buhr, 1975
- Drosera fulva Planch., 1848
- Drosera gigantea Lindl., 1839
- Drosera glabripes (Harv. ex Planch.) Stein, 1886 (Bas.:Drosera ramentacea var.glabripes)
- Drosera glanduligera Lehm., 1844
- Drosera graminifolia St.Hil., 1824
- Drosera graniticola N.Marchant, 1982
- Drosera graomogolensis T.Silva, 1997
- Drosera grantsaui F.Rivadavia, 2003
- Drosera grievei Lowrie & N.Marchant, 1992
- Drosera hamiltonii C.R.P.Andrews, 1903
- Drosera hartmeyerorum Schlauer, 2001
- Drosera helodes N.Marchant & Lowrie, 1992
- Drosera heterophylla Lindl., 1839
- Drosera hilaris Cham. & Schlechtd., 1826
- Drosera hirtella St.Hil., 1824
- Drosera hirticalyx R.Duno & Culham, 1995
- Drosera huegelii Endl., 1837
- Drosera humbertii Exell & Laundon, 1956
- Drosera hyperostigma N.Marchant & Lowrie, 1992
- Drosera indica L., 1753
- Drosera insolita Taton, 1954
- Drosera intermedia Hayne, 1800
- Drosera intricata Planch., 1848
- Drosera kaieteurensis Brumm.-Ding., 1955
- Drosera katangensis Taton, 1945
- Drosera kenneallyi Lowrie, 1996
- Drosera lanata	Kondo, 1984
- Drosera lasiantha Lowrie & Carlquist, 1992
- Drosera leucoblasta Benth., 1864
- Drosera linearis Goldie, 1822
- Drosera lowriei N.Marchant, 1992
- Drosera macrantha Endl., 1837
- Drosera macrophylla Lindl., 1839
- Drosera madagascariensis DC., 1824
- Drosera mannii Cheek, 1990
- Drosera marchantii De Buhr, 1975
- Drosera menziesii R.Br. ex DC., 1824
- Drosera meristocaulis Maguire & Wurdack, 1957
- Drosera microphylla Endl., 1837
- Drosera miniata Diels, 1904
- Drosera modesta Diels, 1904
- Drosera montana St.Hil., 1824
- Drosera moorei (Diels) A.Lowrie, 1999  (Bas.: Drosera subhirtella var.moorei)
- Drosera myriantha Planch., 1848
- Drosera natalensis Diels, 1906
- Drosera neesii Lehm., 1844
- Drosera neocaledonica R.Hamet, 1906
- Drosera nidiformis Debbert, 1991
- Drosera nitidula Planch., 1848
- Drosera oblanceolata Y.Z.Ruan, 1981
- Drosera occidentalis Morr., 1912
- Drosera orbiculata N.Marchant & Lowrie, 1992
- Drosera ordensis Lowrie, 1994
- Drosera oreopodion N.Marchant & Lowrie, 1992
- Drosera paleacea DC., 1824
- Drosera pallida Lindl., 1839
- Drosera panamensis Correa & A.S.Taylor, 1976
- Drosera paradoxa Lowrie, 1997
- Drosera parvula Planch., 1848
- Drosera pauciflora Banks ex DC., 1824
- Drosera pedicellaris Lowrie, 2002
- Drosera peltata Thunb., 1797
- Drosera peruensis T.Silva & M.D.Correa,
- Drosera petiolaris R.Br. ex DC., 1824
- Drosera pilosa Exell & Laundon, 1956
- Drosera platypoda Turcz., 1854
- Drosera platystigma Lehm., 1844
- Drosera prolifera C.T.White, 1940
- Drosera prostratoscaposa Lowrie & Carlquist, 1990
- Drosera pulchella Lehm., 1844
- Drosera pycnoblasta Diels, 1904
- Drosera pygmaea DC., 1824
- Drosera radicans N.Marchant, 1982
- Drosera ramellosa Lehm., 1844
- Drosera ramentacea Burch. ex DC., 1824
- Drosera rechingeri Strid, 1987
- Drosera regia	Stephens, 1926
- Drosera roraimae (Klotzsch ex Diels) Maguire & Laundon, 1957 (Bas.:Drosera montana var.roraimae)
- Drosera rosulata Lehm., 1844
- Drosera rotundifolia L., 1753
- Drosera salina N.Marchant & Lowrie, 1992
- Drosera schizandra Diels, 1906
- Drosera scorpioides Planch., 1848
- Drosera sessilifolia St.Hil., 1824
- Drosera sewelliae Diels, 1904
- Drosera slackii Cheek, 1987
- Drosera spatulata Labill., 1804
- Drosera spilos N.Marchant & Lowrie, 1992
- Drosera stenopetala Hook.f., 1853
- Drosera stolonifera  Endl., 1837
- Drosera stricticaulis (Diels) O.H.Sargent, 1913 (Bas.:Drosera macrantha var.stricticaulis)
- Drosera subhirtella Planch., 1848
- Drosera subtilis N.Marchant, 1982
- Drosera sulphurea Lehm., 1884
- Drosera tentaculata F.Rivadavia, 2003
- Drosera trinervia Spreng., 1820
- Drosera tubaestylis N.Marchant & Lowrie, 1992
- Drosera uniflora Willd., 1809
- Drosera villosa St.Hil., 1824
- Drosera viridis F.Rivadavia, 2003
- Drosera walyunga N.Marchant & Lowrie, 1992
- Drosera whittakeri Planch, 1848
- Drosera yutajensis R.Duno & Culham, 1995 (Sin.: Drosera arenicola var.occidentalis)
- Drosera zigzagia A.Lowrie, 1999
- Drosera zonaria Planch., 1848

## Drosophyllum
- Drosophyllum lusitanicum (L.) Link, 1806 (Sin.: Drosera lusitanica L.)

## Genlisea
- Genlisea africana Oliv., 1865
- Genlisea angolensis Good, 1924
- Genlisea aurea St.Hil., 1833
- Genlisea barthlottii Porembski, E.Fischer & Gemmel, 1996
- Genlisea filiformis St.Hil., 1833
- Genlisea glabra P.Taylor, 1967
- Genlisea glandulosissima Fries, 1916
- Genlisea guianensis N.E.Br., 1900
- Genlisea hispidula Stapf, 1904
- Genlisea lobata Fromm-Trinta, 1989
- Genlisea margaretae Hutch., 1946
- Genlisea pallida Fromm-Trinta & P.Taylor, 1985
- Genlisea pygmaea St.Hil., 1833
- Genlisea repens Benj., 1847
- Genlisea roraimensis N.E.Br., 1901
- Genlisea sanariapoana Steyerm., 1953
- Genlisea stapfii A.Chev., 1912
- Genlisea subglabra Stapf, 1906
- Genlisea taylorii Eb.Fischer, Porembski & Barthlott, 2000
- Genlisea uncinata P.Taylor & Fromm-Trinta, 1983
- Genlisea violacea St.Hil., 1833

## Heliamphora
- Heliamphora chimantensis Wistuba, Carow & Harbarth, 2002
- Heliamphora elongata J.Nerz, 2004
- Heliamphora folliculata Wistuba, Harbarth & Carow, 2001
- Heliamphora glabra Nerz, Wistuba & Hoogenstrijd, 2006
- Heliamphora heterodoxa Steyerm., 1951
- Heliamphora hispida Wistuba & Nerz, 2000
- Heliamphora ionasii Maguire, 1978
- Heliamphora minor Gleason, 1939
- Heliamphora neblinae Maguire, 1978
- Heliamphora nutans Benth., 1840
- Heliamphora pulchella Wistuba, Carow, Harbarth & Nerz, 2005
- Heliamphora sarracenioides Carow, Wistuba & Harbarth, 2005
- Heliamphora tatei Gleason, 1931

## Ibicella
- Ibicella lutea (Lindl.) v.Eselt., 1929 (Bas.: Martynia lutea)
- Ibicella parodii Abbiatti, 1939

## Nepenthes
- Nepenthes adnata  Tamin & Hotta ex Schlauer, 1994
- Nepenthes adrianii Batoro, Wartono, Jebb et al., 2006
- Nepenthes alata  Blanco, 1837
- Nepenthes albomarginata  Lobb ex Lindl., 1849
- Nepenthes ampullaria	Jack, 1835
- Nepenthes anamensis  Macf., 1908
- Nepenthes angasanensis Maulder, Salmon, Schub. & Quinn.,1999
- Nepenthes argentii  Jebb & Cheek, 1997
- Nepenthes aristolochioides  Jebb & Cheek, 1997
- Nepenthes beccariana Macf., 1908
- Nepenthes bellii  Kondo, 1969
- Nepenthes benstonei  C.Clarke, 1999
- Nepenthes bicalcarata	Hook.f., 1873
- Nepenthes bongso  Korth., 1839
- Nepenthes boschiana  Korth., 1839
- Nepenthes burbidgeae  Hook.f. ex Burb., 1882
- Nepenthes burkei  Hort.Veitch ex Mast., 1889
- Nepenthes campanulata  Kurata, 1973
- Nepenthes carunculata Danser, 1928
- Nepenthes clipeata  Danser, 1928
- Nepenthes copelandii Merr. ex Macf., 1908
- Nepenthes danseri  Jebb & Cheek, 1997
- Nepenthes deaniana  Macf., 1908
- Nepenthes densiflora  Danser, 1940
- Nepenthes diatas  Jebb & Cheek, 1997
- Nepenthes distillatoria  L., 1753
- Nepenthes dubia  Danser, 1928
- Nepenthes edwardsiana  Low ex Hook.f., 1859
- Nepenthes ephippiata  Danser, 1928
- Nepenthes eustachya  Miq., 1858
- Nepenthes eymae  Kurata, 1984
- Nepenthes faizaliana  Adam & Wilcock, 1991
- Nepenthes fusca  Danser, 1928
- Nepenthes glabrata  Turnbull & Middleton, 1984
- Nepenthes glandulifera C.C.Lee, 2004
- Nepenthes globosa Kurata, 2006
- Nepenthes gracilis  Korth., 1839
- Nepenthes gracillima  Ridl., 1908
- Nepenthes gymnamphora  Reinw. ex Nees, 1824
- Nepenthes hamata  Turnbull & Middleton, 1984
- Nepenthes hirsuta  Hook.f., 1873
- Nepenthes hispida Beck, 1895
- Nepenthes hurrelliana M.Cheek & A.Lamb, 2003
- Nepenthes inermis  Danser, 1928
- Nepenthes insignis  Danser, 1928
- Nepenthes izumiae  T.Davis, C.Clarke, & Tamin, 2003
- Nepenthes jacquelineae  C.Clarke, T.Davis & Tamin, 2001
- Nepenthes jamban Chi C.Lee, Hernawati & Akhriadi 2006
- Nepenthes junghuhnii Macf., 1917
- Nepenthes khasiana  Hook.f., 1873
- Nepenthes klossii  Ridl., 1916
- Nepenthes lamii  Jebb & Cheek, 1997
- Nepenthes lavicola  Wistuba & Rischer, 1996
- Nepenthes longifolia  Nerz & Wistuba, 1994
- Nepenthes lowii  Hook.f., 1859
- Nepenthes macfarlanei  Hemsl., 1905
- Nepenthes macrophylla  (Marabini) Jebb & Cheek, 1997 (Bas.: Nepenthes edwardsiana subsp.macrophylla)
- Nepenthes macrovulgaris  Turnbull & Middleton, 1987
- Nepenthes madagascariensis  Poir., 1797
- Nepenthes mapuluensis  Adam & Wilcock, 1990
- Nepenthes masoalensis  Schmid-Hollinger, 1997
- Nepenthes maxima   Reinw. ex Nees, 1824
- Nepenthes merrilliana  Macf., 1911
- Nepenthes mikei   Salmon & Maulder, 1995
- Nepenthes mindanaoensis  Kurata, 2001
- Nepenthes mira  Jebb & Cheek, 1998
- Nepenthes mirabilis  (Lour.) Druce, 1916 (Bas.: Phyllamphora mirabilis)
- Nepenthes mollis  Danser, 1928
- Nepenthes muluensis  Hotta, 1996
- Nepenthes murudensis Culham, 1994
- Nepenthes neoguineensis  Macf., 1911
- Nepenthes northiana  Hook.f., 1881
- Nepenthes ovata  Nerz & Wistuba, 1994
- Nepenthes paniculata  Danser, 1928
- Nepenthes papuana  Danser, 1928
- Nepenthes pectinata Danser, 1928
- Nepenthes pervillei  Bl., 1852
- Nepenthes petiolata  Danser, 1928
- Nepenthes philippinensis  Macf., 1908
- Nepenthes pilosa  Danser, 1928
- Nepenthes platychila  C.C.Lee, 2002
- Nepenthes ramispina Ridl., 1909
- Nepenthes rafflesiana  Jack, 1835
- Nepenthes rajah  Hook.f., 1859
- Nepenthes ramispina Ridl., 1909
- Nepenthes reinwardtiana  Miq., 1851
- Nepenthes rhombicaulis  Kurata, 1973
- Nepenthes rigidifolia  Akhriadi, Hernawathi & Tamin, 2004
- Nepenthes rowanae Bail., 1897
- Nepenthes sanguinea  Lindl., 1849
- Nepenthes saranganiensis   Kurata, 2003
- Nepenthes sibuyanensis  Nerz, 1998
- Nepenthes singalana  Becc., 1886
- Nepenthes smilesii Hemsl., 1895
- Nepenthes spathulata  Danser, 1935
- Nepenthes spectabilis  Danser, 1928
- Nepenthes stenophylla  Mast., 1890
- Nepenthes sumatrana  (Miq.) G.Beck, 1895 (Bas.: Nepenthes boschiana var.sumatrana)
- Nepenthes talangensis  Nerz & Wistuba, 1994
- Nepenthes tentaculata  Hook.f., 1873
- Nepenthes tenuis  Nerz & Wistuba, 1994
- Nepenthes thorelii  Lecomte, 1909
- Nepenthes tobaica  Danser, 1928
- Nepenthes tomoriana  Danser, 1928
- Nepenthes treubiana  Warb., 1851
- Nepenthes truncata  Macf., 1911
- Nepenthes veitchii  Hook.f., 1859
- Nepenthes ventricosa  Blanco, 1837
- Nepenthes vieillardii  Hook.f., 1873
- Nepenthes villosa  Hook.f., 1852
- Nepenthes vogelii  Schuit. & de Vogel, 2002
- Nepenthes xiphioides Salmon & Maulder, 1995

## Paepalanthus
- Paepalanthus bromelioides

## Pinguicula
- Pinguicula acuminata Benth., 1839
- Pinguicula agnata  Casper, 1963
- Pinguicula albida  Wright ex Griseb., 1866
- Pinguicula algida  Malyschev, 1966
- Pinguicula alpina  L., 1753
- Pinguicula antarctica	Vahl, 1827
- Pinguicula balcanica Casper, 1962
- Pinguicula benedicta Barnh., 1920
- Pinguicula bissei Casper, 2004
- Pinguicula caerulea Walt., 1788
- Pinguicula calderoniae Zamudio Ruiz, 2001
- Pinguicula calyptrata  H.B.K., 1817
- Pinguicula caryophyllacea Casper, 2004
- Pinguicula casabitoana Jimenez, 1960
- Pinguicula chilensis Clos, 1849
- Pinguicula clivorum  Standl. & Steyerm., 1944
- Pinguicula colimensis	McVaugh & Mickel, 1963
- Pinguicula conzattii Zamudio Ruiz & van Marm, 2003
- Pinguicula corsica  Bern. & Gren. ex Gren. & Godr, 1850
- Pinguicula crassifolia  Zamudio Ruiz, 1988
- Pinguicula crenatiloba A.DC., 1844
- Pinguicula crystallina	Sibth. ex Sibth. & Smith, 1806
- Pinguicula cubensis Urquiola & Casper, 2003
- Pinguicula cyclosecta	Casper, 1963
- Pinguicula debbertiana	Speta & Fuchs, 1992
- Pinguicula ehlersiae	Speta & Fuchs, 1982
- Pinguicula elizabethiae Zamudio Ruiz, 1999
- Pinguicula elongata  Benj., 1847
- Pinguicula emarginata	Zamudio Ruiz & Rzedowski, 1986
- Pinguicula esseriana	B.Kirchner, 1981
- Pinguicula filifolia  Wright ex Griseb., 1866
- Pinguicula gigantea  Luhrs, 1995
- Pinguicula gracilis	Zamudio Ruiz, 1988
- Pinguicula grandiflora	 Lam., 1789
- Pinguicula greenwoodii  Cheek, 1994
- Pinguicula gypsicola	Brandeg., 1911
- Pinguicula hemiepiphytica  Zamudio Ruiz & Rzedowski, 1991
- Pinguicula heterophylla  Benth., 1839
- Pinguicula ibarrae  Zamudio Ruiz, 2005
- Pinguicula imitatrix  Casper, 1963
- Pinguicula immaculata  Zamudio Ruiz & Lux, 1992
- Pinguicula infundibuliformis Casper, 2003
- Pinguicula involuta Ruiz & Pav., 1789
- Pinguicula ionantha  Godfr., 1961
- Pinguicula jackii  Barnh., 1930
- Pinguicula jaumavensis  Debbert, 1991
- Pinguicula kondoi  Casper, 1974
- Pinguicula laueana  Speta & Fuchs, 1989
- Pinguicula laxifolia  Luhrs, 1995
- Pinguicula leptoceras	Rchb., 1823
- Pinguicula lignicola  Barnh., 1920
- Pinguicula lilacina  Schlecht. & Cham., 1830
- Pinguicula lippoldii Casper 2007
- Pinguicula lithophytica C. Panfet-Valdés & Temple 2008
- Pinguicula longifolia	Ram. ex DC., 1805
- Pinguicula lusitanica	L., 1753
- Pinguicula lutea Walt., 1788
- Pinguicula macroceras  Link, 1820
- Pinguicula macrophylla	H.B.K., 1817
- Pinguicula martinezii Zamudio Ruiz, 2005
- Pinguicula mesophytica Zamudio Ruiz, 1997
- Pinguicula mirandae  Zamudio Ruiz & Salinas, 1996
- Pinguicula moctezumae  Zamudio Ruiz & R.Z.Ortega, 1994
- Pinguicula moranensis	H.B.K., 1817
- Pinguicula mundi Blanca, Jamilena, Ruiz-Rejon & Zamora, 1996
- Pinguicula nevadensis (Lindbg.) Casper, 1962 (Bas.: Pinguicula vulgaris subsp.nevadensis)
- Pinguicula oblongiloba	A.DC., 1844
- Pinguicula orchidioides A.DC., 1844
- Pinguicula parvifolia  Robinson, 1894
- Pinguicula pilosa Luhrs, Studnicka & Gluch, 2004
- Pinguicula planifolia	Chapm., 1897
- Pinguicula poldinii Steiger & Casper, 2001
- Pinguicula potosiensis  Speta & Fuchs, 1989
- Pinguicula primuliflora  Wood & Godfr., 1957
- Pinguicula pumila  Michx., 1803
- Pinguicula ramosa  Miyoshi ex Yatabe, 1890
- Pinguicula rectifolia  Speta & Fuchs, 1989
- Pinguicula reticulata	Fuchs ex Schlauer, 1991
- Pinguicula rotundiflora  Studnicka, 1985
- Pinguicula sharpii  Casper & Kondo, 1997
- Pinguicula takakii  Zamudio Ruiz & Rzedowski, 1986
- Pinguicula toldensis Casper 2007
- Pinguicula utricularioides  Zamudio Ruiz & Rzedowski, 1991
- Pinguicula vallisneriifolia  Webb, 1853
- Pinguicula variegata  Turcz., 1840
- Pinguicula villosa  L., 1753
- Pinguicula vulgaris L., 1753
- Pinguicula zecheri  Speta & Fuchs, 1982

## Roridula
- Roridula dentata L., 1764
- Roridula gorgonias Planch., 1848

## Sarracenia
- Sarracenia alata (A.Wood) A.Wood, 1863
- Sarracenia flava L., 1753
- Sarracenia leucophylla Raf., 1817
- Sarracenia minor Walt., 1788
- Sarracenia oreophila (Kearney) Wherry, 1993 (Bas.: Sarracenia flava var.oreophila)
- Sarracenia psittacina Michx., 1803
- Sarracenia purpurea L., 1753
- Sarracenia rubra Walt., 1788

## Triphyophyllum
- Triphyophyllum peltatum (Hutch. & Dalz.) Airy Shaw, 1952 (Bas.: Dioncophyllum peltatum)

## Utricularia
- Utricularia adpressa  Salzm. ex St.Hil. & Gir., 1838
- Utricularia albiflora R.Br., 1810
- Utricularia albocaerulea Dalz., 1851
- Utricularia alpina  Jacq., 1760
- Utricularia amethystina  Salzm. ex St.Hil. & Gir., 1838
- Utricularia andongensis Welw. ex Hiern., 1900
- Utricularia antennifera P.Taylor, 1986
- Utricularia appendiculata  E.A.Bruce, 1934
- Utricularia arcuata  R.Wight, 1849
- Utricularia arenaria  A.DC., 1844
- Utricularia arnhemica  P.Taylor, 1986
- Utricularia asplundii P.Taylor, 1975
- Utricularia aurea  Lour., 1790
- Utricularia aureomaculata  Steyerm., 1953
- Utricularia australis R.Br., 1810
- Utricularia beaugleholei Gassin, 1993
- Utricularia benjaminiana Oliv., 1860
- Utricularia benthamii  P.Taylor, 1986
- Utricularia bifida L., 1753
- Utricularia biloba R.Br., 1810
- Utricularia biovularioides  (Kuhlm.) P.Taylor, 1986 (Bas.: Saccolaria biovularioides)
- Utricularia bisquamata	Schrank, 1824
- Utricularia blanchetii A.DC., 1844
- Utricularia bosminifera Ostenf., 1906
- Utricularia brachiata  (R.Wight) Oliv., 1859
- Utricularia bracteata Good, 1924
- Utricularia bremii Heer, 1830
- Utricularia breviscapa  Wright ex Griseb., 1866
- Utricularia buntingiana  P.Taylor, 1975
- Utricularia caerulea  L., 1753
- Utricularia calycifida	Benj., 1847
- Utricularia campbelliana Oliv., 1887
- Utricularia capilliflora F.Muell., 1890
- Utricularia cecilii P.Taylor, 1984
- Utricularia cheiranthos  P.Taylor, 1986
- Utricularia chiakiana  Komiya & Shibata, 1997
- Utricularia chiribiquetensis  Fernandez-Perez, 1964
- Utricularia choristotheca P.Taylor, 1986
- Utricularia christopheri P.Taylor, 1986
- Utricularia chrysantha R.Br., 1810
- Utricularia circumvoluta P.Taylor, 1986
- Utricularia cornuta Michx., 1803
- Utricularia corynephora  P.Taylor, 1986
- Utricularia costata P.Taylor, 1986
- Utricularia cucullata St.Hil. & Gir., 1838
- Utricularia cymbantha  Welw. ex Oliv., 1865
- Utricularia delicatula  Cheesem., 1906
- Utricularia delphinioides  Thorel ex Pellegr., 1920
- Utricularia determannii P.Taylor, 1986
- Utricularia dichotoma  Labill., 1804
- Utricularia dimorphantha  Makino, 1906
- Utricularia dunlopii  P.Taylor, 1986
- Utricularia dunstaniae  F.E.Lloyd, 1936
- Utricularia endresii  Rchb.f., 1874
- Utricularia erectiflora St.Hil. & Gir., 1838
- Utricularia fimbriata  H.B.K., 1818
- Utricularia firmula  Welw. ex Oliv., 1865
- Utricularia fistulosa P.Taylor, 1986
- Utricularia flaccida  A.DC., 1844
- Utricularia floridana  Nash, 1896
- Utricularia foliosa L., 1753
- Utricularia forrestii  P.Taylor, 1986
- Utricularia foveolata Edgew., 1847
- Utricularia fulva  F.Muell., 1858
- Utricularia furcellata  Oliv., 1859
- Utricularia garrettii P.Taylor, 1986
- Utricularia geminiloba  Benj., 1847
- Utricularia geminiscapa Benj., 1847
- Utricularia geoffrayi  Pellegr., 1920
- Utricularia georgei  P.Taylor, 1986
- Utricularia gibba L., 1753
- Utricularia graminifolia  Vahl, 1804
- Utricularia guyanensis  A.DC., 1844
- Utricularia hamiltonii  F.E.Lloyd, 1936
- Utricularia helix  P.Taylor, 1986
- Utricularia heterochroma  Steyerm., 1953
- Utricularia heterosepala  Benj., 1847
- Utricularia hintonii  P.Taylor, 1986
- Utricularia hirta  Klein ex Link, 1820
- Utricularia hispida  Lam., 1791
- Utricularia holtzei  F.Muell., 1893
- Utricularia humboldtii	 Schomb., 1841
- Utricularia huntii  P.Taylor, 1986
- Utricularia hydrocarpa  Vahl, 1804
- Utricularia inaequalis  A.DC., 1844
- Utricularia incisa (A.Rich.) Alain, 1956 (Bas.:Drosera incisa)
- Utricularia inflata Walt., 1788
- Utricularia inflexa  Forsk., 1775
- Utricularia intermedia Hayne, 1800
- Utricularia involvens  Ridl., 1895
- Utricularia jamesoniana Oliv., 1860
- Utricularia juncea  Vahl, 1804
- Utricularia kamienskii  F.Muell., 1893
- Utricularia kenneallyi  P.Taylor, 1986
- Utricularia kimberleyensis  C.A.Gardn., 1930
- Utricularia kumaonensis  Oliv., 1859
- Utricularia laciniata  St.Hil. & Gir., 1838
- Utricularia lasiocaulis F.Muell., 1885
- Utricularia lateriflora  R.Br., 1810
- Utricularia laxa  St.Hil. & Gir., 1838
- Utricularia lazulina  P.Taylor, 1984
- Utricularia leptoplectra  F.Muell., 1885
- Utricularia leptorhyncha Schwarz, 1927
- Utricularia letestui  P.Taylor, 1989
- Utricularia limosa R.Br., 1810
- Utricularia livida E.Mey., 1837
- Utricularia lloydii  Merl ex F.E.Lloyd, 1932
- Utricularia longeciliata A.DC., 1844
- Utricularia longifolia	 Gardn., 1842
- Utricularia macrocheilos (P.Taylor) P.Taylor, 1986 (Bas.: Utricularia micropetala var.macrocheilos)
- Utricularia macrorhiza  Le Conte, 1824
- Utricularia malabarica  Janarthanam & Henry, 1989
- Utricularia mangshanensis G.W.Hu 2007
- Utricularia mannii Oliv., 1865
- Utricularia menziesii	R.Br., 1810
- Utricularia meyeri  Pilger, 1901
- Utricularia microcalyx (P.Taylor) P.Taylor, 1971 (Bas.: Utricularia welwitschii var.microcalyx)
- Utricularia micropetala  Sm., 1819
- Utricularia minor L., 1753
- Utricularia minutissima Vahl, 1804
- Utricularia mirabilis  P.Taylor, 1986
- Utricularia moniliformis P.Taylor, 1986
- Utricularia muelleri Kam., 1894
- Utricularia multicaulis  Oliv., 1859
- Utricularia multifida  R.Br., 1810
- Utricularia myriocista  St.Hil. & Gir., 1838
- Utricularia nana  St.Hil. & Gir., 1838
- Utricularia naviculata  P.Taylor, 1967
- Utricularia nelumbifolia Gardn., 1852
- Utricularia neottioides  St.Hil. & Gir., 1838
- Utricularia nephrophylla Benj., 1847
- Utricularia nervosa  G.Weber ex Benj., 1847
- Utricularia nigrescens  Sylven, 1909
- Utricularia ochroleuca  Hartm., 1857
- Utricularia odontosepala Stapf, 1912
- Utricularia odorata  Pellegr., 1920
- Utricularia olivacea  Wright ex Griseb., 1866
- Utricularia oliveriana  Steyerm., 1953
- Utricularia panamensis  Steyerm. ex P.Taylor, 1986
- Utricularia parthenopipes P.Taylor, 1986
- Utricularia paulinae  Lowrie, 1998
- Utricularia pentadactyla  P.Taylor, 1954
- Utricularia peranomala P.Taylor, 1986
- Utricularia perversa P.Taylor, 1986
- Utricularia petersoniae P.Taylor, 1986
- Utricularia petertaylorii A.Lowrie, 2002
- Utricularia physoceras  P.Taylor, 1986
- Utricularia pierrei Pellegr., 1920
- Utricularia platensis  Speg., 1899
- Utricularia pobeguinii Pellegr., 1914
- Utricularia poconensis  Fromm-Trinta, 1985
- Utricularia podadena P.Taylor, 1964
- Utricularia polygaloides Edgew., 1847
- Utricularia praelonga	St.Hil. & Gir., 1838
- Utricularia praeterita  P.Taylor, 1983
- Utricularia praetermissa P.Taylor, 1976
- Utricularia prehensilis E.Mey., 1837
- Utricularia pubescens Sm., 1819
- Utricularia pulchra  P.Taylor, 1977
- Utricularia punctata Wall. ex A.DC., 1844
- Utricularia purpurea Wlat., 1788
- Utricularia purpureocaerulea St.Hil. & Gir., 1838
- Utricularia pusilla Vahl, 1804
- Utricularia quelchii N.E.Br., 1901
- Utricularia quinquedentata F.Muell. ex P.Taylor, 1986
- Utricularia radiata Small, 1903
- Utricularia raynalii P.Taylor, 1986
- Utricularia recta P.Taylor, 1986
- Utricularia reflexa Oliv., 1865
- Utricularia reniformis	St.Hil., 1830
- Utricularia resupinata Greene, 1840
- Utricularia reticulata Sm., 1805
- Utricularia rhododactylos P.Taylor, 1986
- Utricularia rigida Benj., 1847
- Utricularia salwinensis Hand.-Mazz., 1936
- Utricularia sandersonii Oliv., 1865
- Utricularia sandwithii P.Taylor, 1967
- Utricularia scandens Benj., 1847
- Utricularia schultesii Fernandez-Perez, 1964
- Utricularia simmonsii Allen Lowrie, Cowie & Conran 2007
- Utricularia simplex R.Br., 1810
- Utricularia simulans Pilger, 1914
- Utricularia singeriana F.Muell., 1891
- Utricularia smithiana R.Wight, 1849
- Utricularia spiralis Sm., 1819
- Utricularia spruceana  Benth. ex Oliv., 1860
- Utricularia stanfieldii P.Taylor, 1963
- Utricularia steenisii P.Taylor, 1986
- Utricularia stellaris L.f., 1781
- Utricularia steyermarkii P.Taylor, 1967
- Utricularia striata Le Conte ex Torr., 1819
- Utricularia striatula Sm., 1819
- Utricularia stygia Thor, 1988
- Utricularia subramanyamii Janarthanam & Henry, 1989
- Utricularia subulata L., 1753
- Utricularia tenella R.Br., 1810
- Utricularia tenuissima Tutin, 1934
- Utricularia terrae-reginae P.Taylor, 1986
- Utricularia tetraloba P.Taylor, 1963
- Utricularia tortilis Welw. ex Oliv., 1865
- Utricularia trichophylla Spruce ex Oliv., 1860
- Utricularia tricolor	St.Hil., 1833
- Utricularia tridactyla P.Taylor, 1986
- Utricularia tridentata Sylven, 1909
- Utricularia triflora P.Taylor, 1986
- Utricularia triloba Benj., 1847
- Utricularia troupinii P.Taylor, 1971
- Utricularia tubulata  F.Muell., 1875
- Utricularia uliginosa Vahl, 1804
- Utricularia uniflora R.Br., 1810
- Utricularia unifolia Ruiz & Pav., 1797
- Utricularia violacea R.Br., 1810
- Utricularia viscosa  Spruce ex Oliv., 1860
- Utricularia vitellina Ridl., 1923
- Utricularia volubilis R.Br., 1810
- Utricularia vulgaris L., 1753
- Utricularia warburgii Goebel, 1891
- Utricularia warmingii Kam., 1894
- Utricularia welwitschii Oliv., 1865
- Utricularia westonii P.Taylor, 1986
- Utricularia wightiana P.Taylor, 1986